# Halle Open 2007
L'Halle Open 2007 è stato un torneo di tennis giocato sull'erba.
È stata la 15ª edizione dell'Halle Open, che faceva parte della categoria International Series nell'ambito dell'ATP Tour 2007.
Si è giocato al Gerry Weber Stadion di Halle in Germania, dall'11 al 17 giugno 2007.

## Campioni

### Singolare
Tomáš Berdych ha battuto in finale  Marcos Baghdatis con il punteggio di 7–5, 6–4

### Doppio
Simon Aspelin /  Julian Knowle hanno battuto in finale  Fabrice Santoro /  Nenad Zimonjić con il punteggio di 6–4, 7–6(5)